# Damoff
1. WEITERLEITUNG Nicole Damoff